# KParts

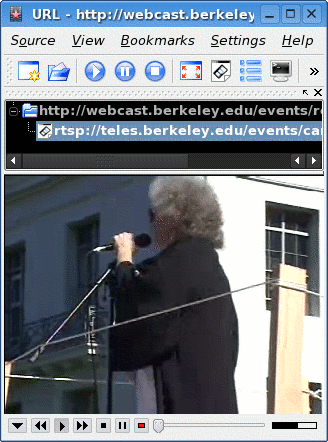
Konqueror přehrávající video přes komponentu KMPlayeru

KParts je technologie vestavěných grafických komponent prostředí KDE. Jednotlivé komponenty KParts mohou být vestavěny do jiné KDE aplikace. Podobně jako komponenty Bonobo v prostředí GNOME nebo jako ActiveX objekty ve standardu COM v aplikacích pro Microsoft Windows. Například Konsole je k dispozici jako taková komponenta a je použita v aplikacích jako Konqueror nebo Kate. Konqueror používá komponenty z aplikací jako KWord k zobrazení dokumentů, KMPlayer k přehrávání multimédií nebo Kontact k vestavění aplikací z kdepim.